# Wyspa Jacksona
Wyspa Jacksona (ros. остров Джексона) – wyspa położona w północnej części rosyjskiego archipelagu Ziemia Franciszka Józefa.
Wyspa mierzy 40 km w linii wschód-zachód i 30 km w linii północ-południe. W kontur wyspy wcina się głęboka zatoka De Longa, dzieląc ją na dwa półwyspy. Od południa zatokę ogranicza przylądek Bystrowa, nazwany na cześć rosyjskiego paleontologa Aleksieja Bystrowa. Najwyższy punkt wyspy wznosi się na 481 m n.p.m.

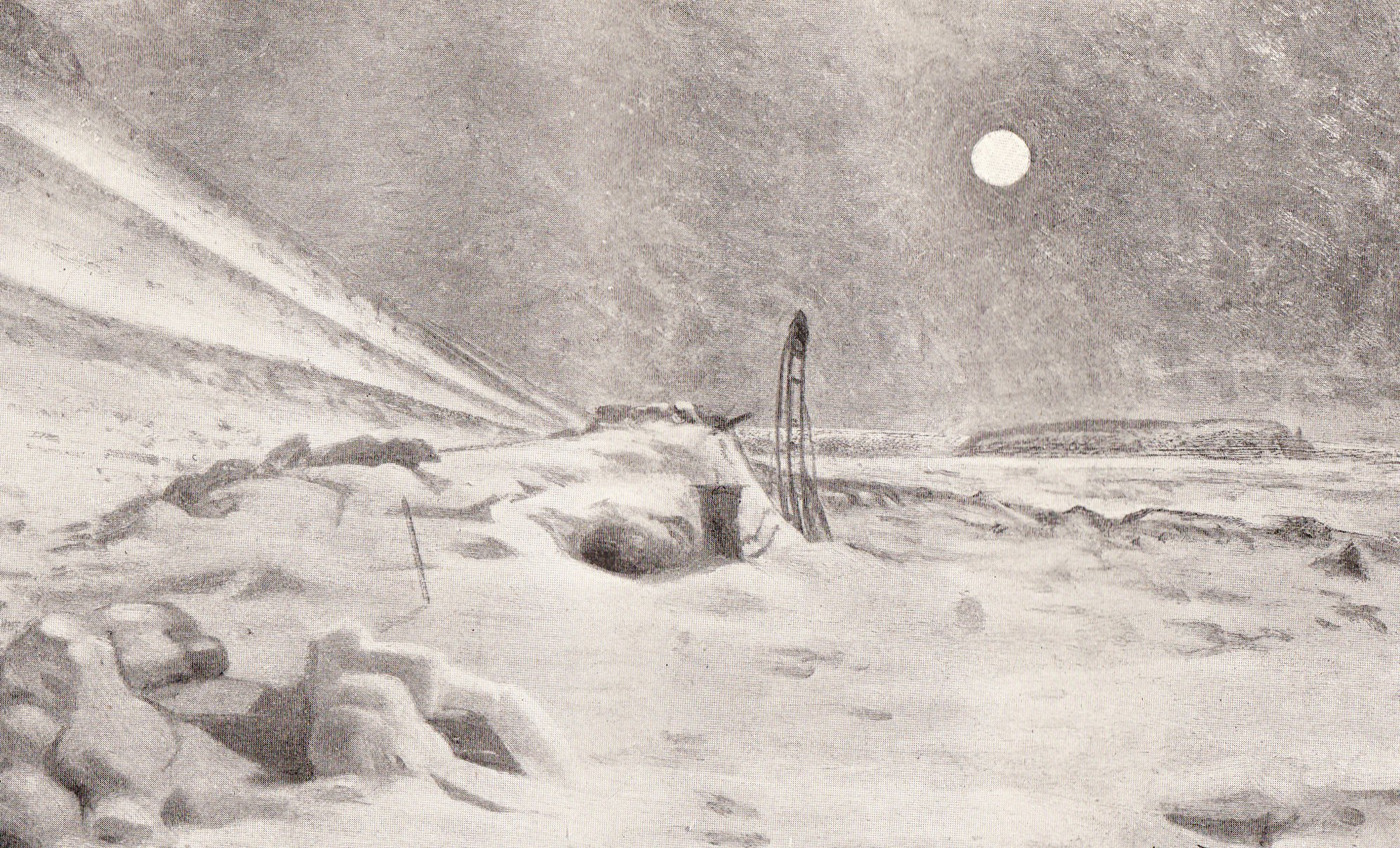
Chata Nansena i Johansena, rysunek oparty na fotografii Nansena

W zachodniej części wyspy, na przylądku Norwegija, norwescy polarnicy Fridtjof Nansen i Hjalmar Johansen spędzili zimę 1895 roku po nieudanej próbie zdobycia bieguna. Ruiny ich kamiennej chatki nadal znajdują się na wyspie. Wyspa została nazwana imieniem angielskiego polarnika Fredericka Jacksona, który odnalazł na Ziemi Franciszka Józefa (na wyspie Nortbruk) zaginionych Nansena i Johansena. Sam Jackson nigdy nie dotarł na wyspę nazwaną na jego cześć.
Od 1 stycznia 2006 r. administracyjnie należy (jak i cała Ziemia Franciszka Józefa) do rejonu primorskiego w obwodzie archangielskim.